# ジェームズ・ローブ

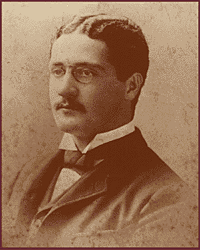
ジェームズ・ローブ

ジェームズ・ローブ（James "Jimmy" Loeb, 1867年8月6日 - 1933年5月27日）は、アメリカの銀行家。

## 人物
ドイツヴォルムスのユダヤ系ドイツ人（ユダヤ系）の実業家・ソロモン・ローブ（Solomon Loeb）の子として生まれる。兄にモリス・ローブ（Morris Loeb）がいる。 
1888年から父親の銀行業を継承したが、1901年引退。
ローブ・クラシカルライブラリー、ジュリアード音楽院の設立に貢献した。
1933年にムルナウ・アム・シュタッフェルゼー（Murnau am Staffelsee）近郊ホーホリート（Hochried）で没する。